# Химические насосы
Химические насосы — предназначены для перекачки различных агрессивных жидкостей.
В эту группу объединены разнообразные по конструктивному исполнению насосы, перекачивающие жидкости, отличные по своим химическим свойствам от обычной воды. В основном это химически активные жидкости, и по степени их агрессивности, а также в зависимости от других свойств перекачиваемой жидкости (плотность, температура, абразивность и т. д.), определяется материал проточной части и конструкция насоса.
Следует обратить внимание, что для деталей проточной части серый чугун в производстве химических насосов практически не применяется, так как он не обладает устойчивостью к агрессивным средам или «загрязняет» ионами железа перекачиваемую жидкость. Кроме того, по техническим условиям химические насосы должны допускать значительное давление на всасывании, а серый чугун, как правило, это условие не обеспечивает.

## Применение
- химическая промышленность
- нефтехимическая промышленность (перекачивание кислот, щелочей, нефтепродуктов)
- лакокрасочная промышленность (краски, лаки, растворители и др.)
- пищевая промышленность.

## Типы насосов
- Горизонтальные насосы.
- Вертикальные насосы — предназначены для стационарной установки на ёмкость с непосредственным погружением в ёмкость, их приводит в действие электрический двигатель с прямым приводом используются для быстрого откачивания жидкости.
- Бочковые насосы — предназначены для перекачки как нейтральных, так и агрессивных жидкостей из бочек, контейнеров, ванн и других ёмкостей. Насосы просты и удобны в эксплуатации.
- Перистальтические насосы
- Пневматические диафрагменные насосы – предназначены для перекачки вязких и агрессивных жидкостей из ёмкостей. AODD от английского словосочетания «air-operated double diaphragm» (управляемые воздухом с двойной диафрагмой).[1]